# Валтимо
Валтимо (фин. Valtimo) — община в провинции Северная Карелия, губерния Восточная Финляндия, Финляндия. Общая площадь территории — 838,10 км², из которых 37,75 км² — вода.

## Демография
На 31 января 2011 года в общине Валтимо проживают 2448 человек: 1264 мужчины и 1184 женщины.
Финский язык является родным для 99,39 % жителей, шведский — для 0,12 %. Прочие языки являются родными для 0,49 % жителей общины.
Возрастной состав населения:
- до 14 лет — 12,46 %
- от 15 до 64 лет — 61,03 %
- от 65 лет — 26,92 %

Изменение численности населения по годам:
| Год  | Численность |
| ---- | ----------- |
| 1980 | 4019        |
| 1990 | 3637        |
| 2000 | 3002        |
| 2010 | 2458        |
| 2011 | 2448        |

## Галерея

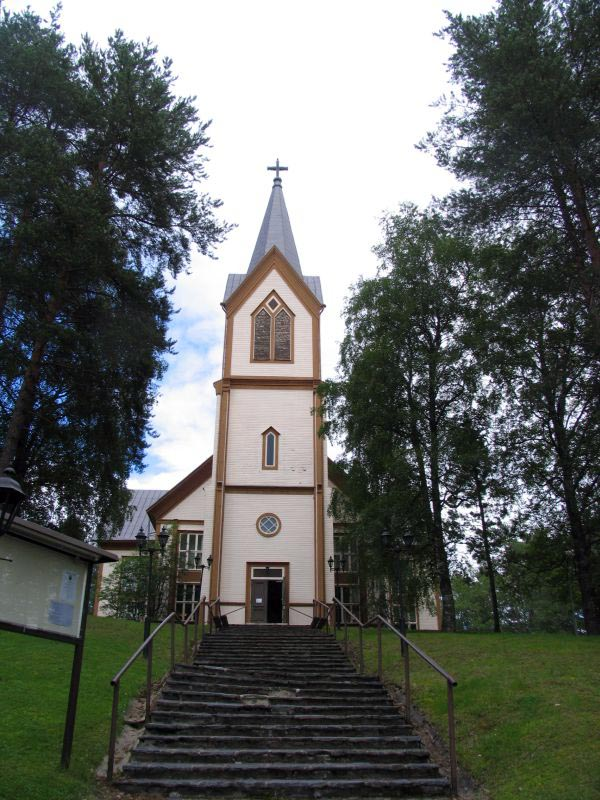
Церковь в Валтимо